# Clemente Russo
Clemente Russo (* 27. července 1982 v Casertě, Itálie) je italský boxer, nastupující v těžké váze. Je stříbrným olympijským medailistou z her 2008 v Pekingu a 2012 v Londýně a dvojnásobným amatérským mistrem světa.
Je vysoký 180 cm. V poloprofesionální lize World Series Boxing nastupuje za italské mužstvo Italia Thunder.

## Medaile z mezinárodních soutěží
- Olympijské hry -stříbro 2008 a 2012
- Mistrovství světa - zlato 2007 a 2013
- Mistrovství Evropské unie - zlato 2005 a stříbro 2007

## Zajímavost
Zahrál si v italském filmu ze sportovního prostředí Tatanka z roku 2011. Jeho manželka Laura je sestrou Giuseppe Maddaloniho - olympijského vítěze v judu.